# 1998 KL56
1998 KL56 är en asteroid i huvudbältet som upptäcktes den 22 maj 1998 av den amerikanske astronomen Matthew R. Burleigh och den brittiske astronomen Nigel P. Bannister i La Palma.